# Де Белдер-Ковачич, Елена
Елена де Белдер-Ковачич (словен. Jelena de Belder-Kovačič, 23 августа 1925 — 31 августа 2003) — словенско-бельгийский ботаник и садовод, много работавшая над таксономией и сохранением образцов растений, завоевавшая международную известность благодаря развитию дендрариев Кальмтаут и Хемельрик. Несколько разновидностей растений, которые она выращивала, были отмечены наградами Королевского садоводческого общества в Лондоне, и она была возведена в сан баронессы Альбертом II Бельгийским за её вклад в дендрологию.

## Ранние годы
Елена Ковачич родилась 23 августа 1925 года в Ясеноваце, Королевство сербов, хорватов и словенцев, в семье Эльзы (урождённой Зорчич) и Андрея Ковачича. Её родители были этническими словенцами родом из Бизельско в муниципалитете Брежице. На момент её рождения Андрей работал агрономом в поместье Белье в регионе Баранья на территории современной Хорватии. Она посещала начальную школу в Кнежево, а затем училась в гимназиях в Осиеке и Птуе. После получения среднего образования Ковачич поступила в Загребский университет в 1947 году. Окончив в 1951 году университет с дипломом агронома, она год проработала в городском питомнике на окраине Загреба, а затем в 1953 году получила редкое в то время разрешение из Югославии на учёбу за границей. 1953 год она провела в Дании, обучаясь в питомнике Петерсена, а затем отправилась в Германию, чтобы учиться в садоводческих хозяйствах земли Шлезвиг-Гольштейн. В следующем году она приехала в Зюндерт в Нидерландах, чтобы учиться в питомнике Ломбартса.
Услышав, что в старом питомнике Корт в Кальмтауте растут исторические и редкие деревья стюартия псевдокамеллия, Ковачич поехала туда на велосипеде. Она обнаружила, что питомник, основанный в 1856 году, закрылся в 1930 году, но был куплен в 1952 году торговцем алмазами Робертом де Белдером и его братом Жоржем. Братья заинтересовались этим участком, когда древняя коллекция деревьев оказалась под угрозой расчистки под постройку жилья. Они приобрели участок и расширили его, чтобы охватить около 30 акров (12,5 га), пытаясь защитить наиболее важные сорта деревьев. Братья также основали Международное дендрологическое общество (IDS) в Кальмтауте в 1952 году, чтобы содействовать сохранению редких или находящихся под угрозой исчезновения древесных растений. Во время своего визита Ковачич предложила Роберту попробовать размножить его растения гамамелиса черенками, а не путём пересадки. Вместе с их интересом к растениям между Робертом и Ковачич завязался роман, они поженились в течение трёх месяцев, и Елена навсегда поселилась в Бельгии.

## Карьера
Первый гамамелис, выращенный из черенков на участке, который впоследствии стал известен как Дендрарий Кальмтаут, зацвёл в январе 1955 года. У куста были интенсивные оранжево-коричневые цветы, в которые отражалось зимнее солнце. Роберт назвал сорт Hamamelis × intermedia Jelena и представил его в том же году на выставке, организованной в Лондоне Королевским садоводческим обществом. Кустарник получил Почётную грамоту, что побудило пару спроектировать то, что впоследствии станет одним из самых известных дендрариев в мире. Пока Роберт днём работал в алмазном бизнесе в Антверпене, Елена сосредоточилась на сортировке заросшего ландшафта, чтобы маркировать и идентифицировать растения. По вечерам и когда не занимался бизнесом, Роберт работал с Жоржем, копая пруды и создавая виды, в то время как Елена де Белдер работала над выращиванием растений для созданных ими пространств.
В апреле 1955 года супруги пригласили Йоже Стргара в поместье для обучения, и де Белдер подготовила почву для его занятий в других европейских питомниках. В течение десяти лет дендрарий достиг своего предела, и пара купила ещё одно, гораздо более крупное поместье, Хемельрик в Эссене площадью 250 акров (101,171 га). Много путешествуя вместе с Международным дендрологическим обществом, пара собирала образцы и создала международную сеть обмена семенами растений и обмена знаниями. Они также создали обширную библиотеку редких книг по ботанике и садоводству. Известная своей политикой открытых дверей, когда студенты и широкая публика приглашаются учиться в учебном заведении, пара приняла более 350 студентов, в том числе известного японского ботаника Микинори Огису.
Де Белдер также начала заниматься разведением растений, сосредоточившись на гамамелисе, гортензии и рододендроне, а также деревьях родов Malus и Prunus. Пара экспериментировала с гортензией метельчатой, создавая сорта, в том числе Brussels Lace, Burgundy Lace, Green Spire, Little Lamb, Pink Diamond, The Swan, Unique и «White Moth», а также Spreading Beauty из Hydrangea serrata. Обычно в садах есть только один гамамелис, так как для этого растения требуется большое пространство для выращивания. Де Белдер размножила сорок сортов в Кальмтауте. Один из саженцев, названный в честь их дочери Дайаны, получил в 1993 году награду за заслуги перед садом от Королевского садоводческого общества за насыщенный красный цвет.
Во время экономического спада, вызванного нефтяным кризисом, алмазный бизнес Роберта в 1980-х годах пострадал, и пара передала дендрарий провинции Антверпен. Они переехали в свое второе поместье в Хемельрике, и де Белдер продолжила размножать декоративные растения. Она была автором кулинарной книги Okus po cvetju: kulinarično popotovanje (Любляна: DZS, 1994 [Вкус цветов: кулинарное путешествие]) и «Жизнь начинается осенью» (1998). Де Белдер сняла серию документальных фильмов, которые транслировались в Словении по национальному Radiotelevizija Slovenija. К ним относятся List in cvet («Листья и цветы», 1994), Okus po cvetju («Вкус цветов», 1998) и Okus po plodovih («Вкус фруктов», 2003). После смерти Роберта в 1995 году де Белдер была возведена в сан баронессы Альбертом II Бельгийским за её вклад в дендрологию. В 1998 году она занимала пост вице-президента Королевского садоводческого общества.

## Смерть и память
Де Белдер умерла во время отдыха на острове Крк 31 августа 2003 года. В 2011 году в ознаменование 20-летия независимости Словении правительство Словении посадило липу в дендрарии Кальмтаут в честь де Белдер.